# Steendijkpolder (metrostation)
Steendijkpolder is een metrostation in de Nederlandse stad Maassluis, bij de Merellaan in de westelijke wijk Steendijkpolder. Het dagelijks bestuur van de stadsregio Rotterdam heeft 10 juli 2013 besloten om de spoorlijn tussen Schiedam en Hoek van Holland te verbouwen tot metrolijn en deze aan te sluiten op het regionale metronet. De Hoekse Lijn werd op 30 september 2019 als metrolijn in gebruik genomen.

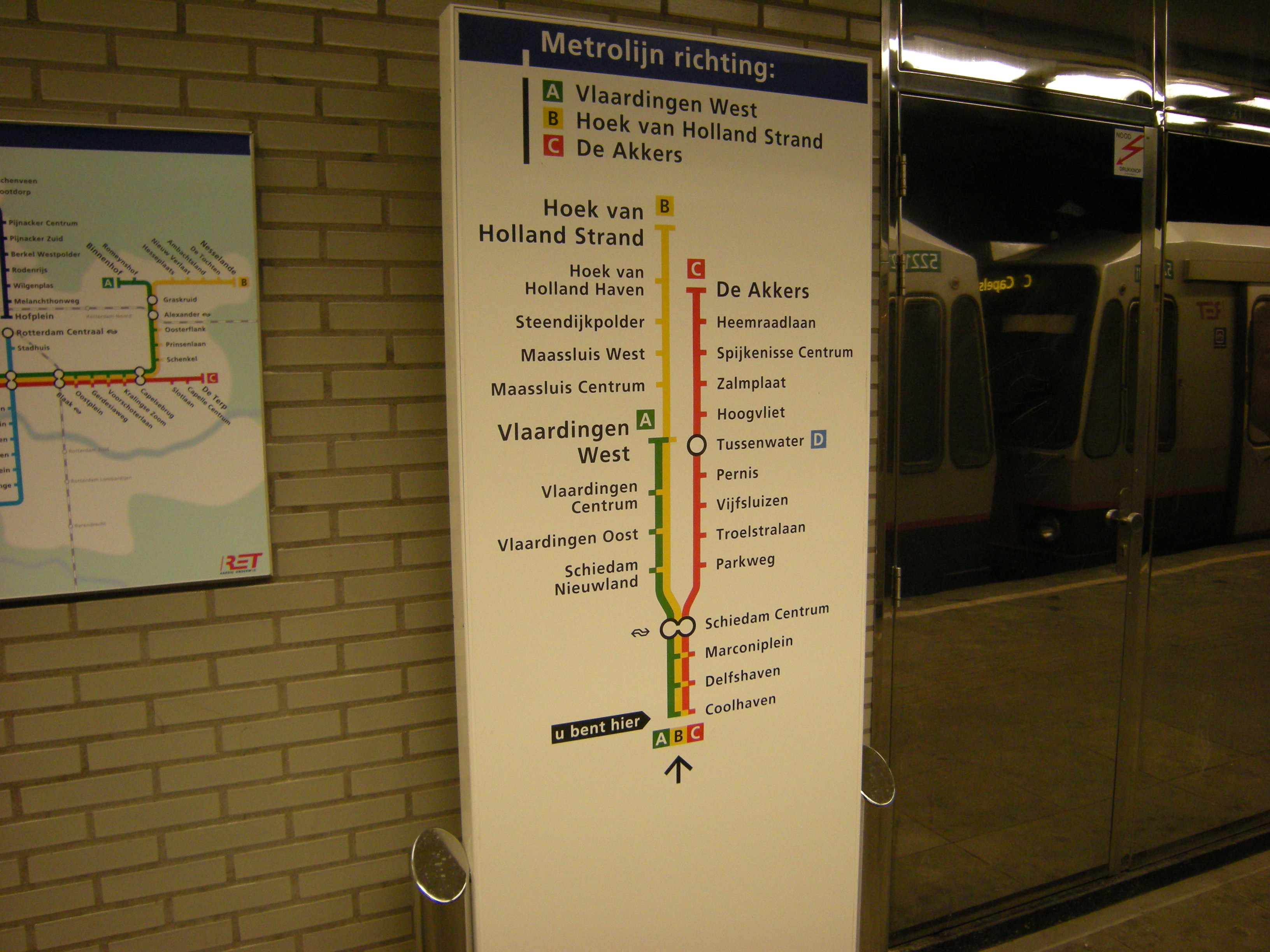
Op station Coolhaven twaalf jaar te vroeg geplaatst. Foto gemaakt op 4 januari 2010; op 7 januari bleek dit bord al weer verwijderd te zijn.

Het metrostation ligt tussen de vroegere treinstations en thans metrostations Hoek van Holland Haven en Maassluis West en ligt langs de Rotterdamse metrolijn B (Hoek van Holland Strand - Nesselande).
De helft van de metro's op lijn B in de richting van Hoek van Holland heeft station Steendijkpolder als eindpunt.